# Patrick Cloux
 (mai 2021).
Si vous disposez d'ouvrages ou d'articles de référence ou si vous connaissez des sites web de qualité traitant du thème abordé ici, merci de compléter l'article en donnant les références utiles à sa vérifiabilité et en les liant à la section « Notes et références ».
Patrick Cloux est un prosateur et poète français né le 17 octobre 1952 à Riom dans le Puy-de-Dôme.

## Biographie
Après un baccalauréat en histoire de l’art, puis des études de philosophie, ne souhaitant pas enseigner, il se dirige vers le métier de libraire. À partir de ses 35 ans, il commence peu à peu à écrire. La rencontre avec le photographe Joël Damase (d) débouche sur une collaboration aux éditions du Miroir. Ils publient ensemble un livre de photographies Auvergne immense et libre.
Après avoir été employé de librairie durant plus de vingt ans dans trois librairies successives à Clermont-Ferrand, il devient pendant une dizaine d’années représentant en édition à Paris, puis en Rhône-Alpes pour les éditions et la diffusion Actes Sud.
Il est l’auteur d’une vingtaine d'ouvrages publiés.

## Œuvre littéraire
- Dans l’amitié du Merveilleux, éditions Le Temps qu’il fait, 1989
- Marcher à l’estime, éditions le Temps qu’il fait, 1993
- Le Lièvre de Mars, éditions le Temps qu’il fait, 1994
- Le Grand Ordinaire, éditions le Temps qu’il fait, 1996
- Lumière d’Égée (récit de voyage), préface Jacques Lacarrière, éditions du Miroir, 1999
- L’Odeur des platanes, éditions du Miroir, 2002
- Un domaine sous le vent, éditions de la Table ronde, 2002
- Un vin de paille, éditions Stock, collection « écrivains », 2004
- Un cheval, deux traits - un récitatif rustique (poèmes) - photographies de Joël Damase (d), édition Le Temps qu’il fait, 2006
- Mon libraire, sa vie, son œuvre, éditions Le Temps qu’il fait, 2007
- Je ne donne à voir que ce que je tais (poème) sur des dessins de Guy de Malherbe, éditions Rehauts, 2009
- Peindre c’est voir (une approche enthousiaste d’Andrew Wyeth), éditions Isolato, 2015
- Mes oncles du dimanche (sur l’art et la vie des Singuliers), éditions Le Temps qu’il fait, 2018
- Au grand comptoir des Halles, éditions Actes Sud 2018
- Une étrange défaite, éditions Le Temps qu’il fait, 2019
- Durer encore Un journal intermittent, éditions Actes Sud, 2019
- Chez Temporel[2] (sur André Hardellet), éditions Le Temps qu’il fait, 2020
- Trois Ruches bleues, éditions La Fosse aux ours, 2022 - a obtenu le Prix Marianne 2023[3].
- Une sédentarité heureuse, éditions le Mot et le reste, 2023[1],[4]

### Albums Art et Photographie
- Auvergne immense et libre avec les photographies de Joël Damase (d), éditions du Miroir, 1995
- Le temps de peindre (sur l’œuvre de Guy de Malherbe), éditions Native, 1998
- Couleur Bourbonnais, en collaboration avec Christiane Keller et le photographe Léonard Leroux, éditions du Miroir, 2000, cet album a obtenu le prix Achille-Allier (d)
- Puy de Dôme, un volcan en images, photographies Joël Damase (d), éditions du Miroir 2003
- Présences romanes en Auvergne en collaboration avec Christiane Keller et le photographe de Joël Damase (d), éditions Souny, 2006
- Rond comme un caillou en bois (livre d’enfant) illustrations de Fabienne Cinquin (d), éditions L'Atelier du poisson soluble, 2007
- Guy de Malherbe, monographie très illustrée - Contributions de Franck Maubert, Antoine de Meaux, Olivier Delavallade (d), Patrick Cloux, Pierre Wat, éditions Corlevour, 2016

### Direction d’ouvrages
- Rodolphe Töepffer Du progrès dans ses rapports avec le petit bourgeois et les maîtres d’école, éditions Le Temps qu’il fait, 1983
- Cahier André de Richaud, éditions le Temps qu’il fait, 1986
- Georges Haldas, Le grand Arbre de l’homme (choix de chroniques), éditions Le Temps qu’il fait, 1989
- Collectif Aux vents d’Auvergne, 30 écrivains évoquent leur Auvergne, éditions du Miroir, 1998